# Ramón Torrijos y Gómez
Ramón Torrijos y Gómez (Cardenete, Cuenca, 1er septembre 1841 - Badajoz, 16 janvier 1903) était un ecclésiastique espagnol, évêque du diocèse de San Cristóbal de La Laguna et plus tard évêque de l'archidiocèse de Mérida-Badajoz.

## Épiscopat
Il a été nommé par le pape Léon XIII comme évêque du diocèse de San Cristóbal de La Laguna ou de Ténérife le 25 novembre 1887. Il a pris possession du diocèse le 8 décembre 1888 dans la cathédrale de La Laguna. Au cours de son évêché, il fit couronner canoniquement la Vierge de la Candelaria (patronne des îles Canaries), le 13 octobre 1889, étant ainsi la cinquième image mariale de l'Espagne à être couronner.
Il a également acquis le Palais Salazar de San Cristóbal de La Laguna comme siège et résidence des évêques de ce diocèse. Au total, il a ordonné 31 prêtres diocésains. Le 10 septembre 1894, il fut transféré à Badajoz, où il mourut en 1903.